# Salamandra salamandra gigliolii
Salamandra salamandra gigliolii is een salamander uit de familie echte salamanders (Salamandridae). Het is een ondersoort van de vuursalamander (Salamandra salamandra).
De salamander is endemisch in zuidelijk en centraal Italië. De meeste exemplaren zijn overwegend geel van kleur, bij andere ondersoorten heeft een zwarte kleur de overhand.